# Alphaville (Barueri e Santana de Parnaíba)
Alphaville é um bairro nobre dos municípios de Barueri e Santana de Parnaíba, no estado de São Paulo.
Idealizado pelos engenheiros Yojiro Takaoka e Renato de Albuquerque, sócios da empresa Albuquerque Takaoka, é considerado como a primeira tentativa de se criar artificialmente um bairro de grandes proporções no Brasil.  É formado por uma série de condomínios fechados de alto padrão, chamados Residenciais, além de um centro industrial e empresarial.

## História
Proveniente de um terreno de 500 hectares comprado em 1973, era um empreendimento voltado inicialmente às indústrias não-poluentes. Foi erguido no lugar da antiga fazenda Tamboré, comprada pela construtora dos herdeiros Almeida Prado, e o processo envolveu papeladas sobre reservas indígenas e 105 posseiros, entre outros problemas. Havia outros obstáculos, como o nome, difícil e que evocava um filme do cineasta francês Jean-Luc Godard, e a falta de vocação do lugar, que não se sabia se seria um loteamento de casas de campo para finais de semana ou um lugar para se morar, mais afastado da cidade.

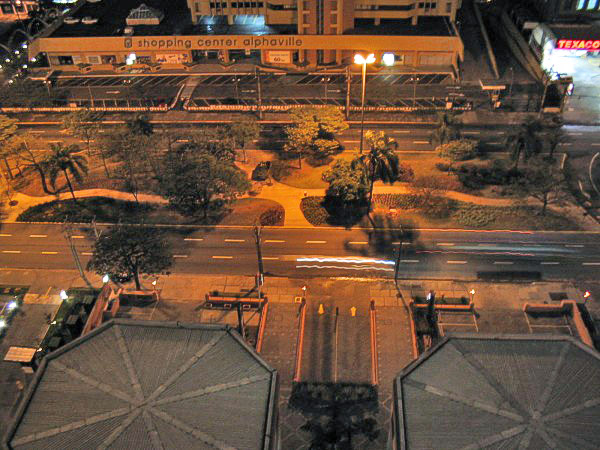
Alameda Rio Negro, principal via de acesso ao bairro, e também a primeira implantada.

A implantação deu-se com as vendas de lotes na década de 1970, primeiramente a proprietários e executivos de empresas que ali se instalavam, como a: HP, Sadia, Du Pont e Confab. O projeto original de Takaoka era construir um centro empresarial em torno da sede brasileira da Hewlett Packard, com um núcleo de comércio, mas depois surgiu a ideia de construir casas para os funcionários da HP, depois para funcionários das outras empresas e, finalmente, para quem quer que fosse. "O resultado é que em dez anos fizemos uma minicidade", declarou Takaoka à revista Veja em São Paulo em 1986.
Devido à necessidade de moradia dos executivos dessas empresas houve, em 1975, o lançamento do AlphaVille Residencial. Assim nascia o embrião do conceito AlphaVille de ocupação ordenada. A instalação de uma multinacional mudou o conceito e até o nome de AlphaVille, que passou de AlphaVille Centro Industrial para AlphaVille Centro Comercial, Industrial e Empresarial.

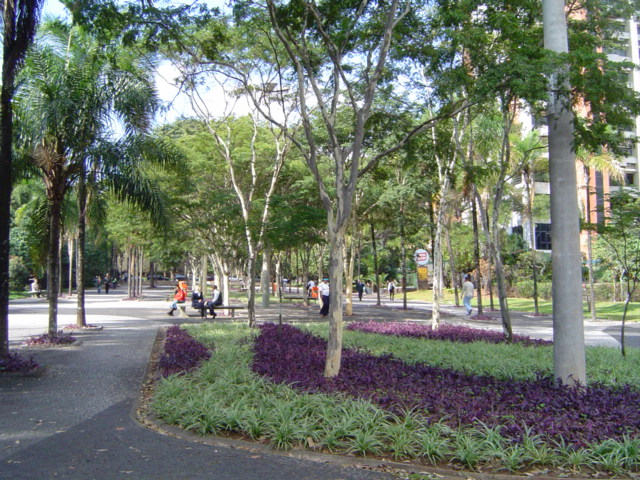
Alameda do bairro nobre.

Com o passar do tempo percebeu-se que era mais rentável a venda residencial do que a empresarial, sendo construídos outros Residenciais, designados com números. O primeiro se chamou Residencial 1, e assim por diante.
No início da década de 1980, era possível comprar terrenos no condomínio pelo preço de um carro, mas a valorização em 1986 já tornava essa comparação obsoleta, embora esse aumento não tenha afastado novos moradores, tanto é que imóveis eram comumente vendidos no máximo uma semanas depois de ser listados e apenas no lançamento do Alphaville 10 foram vendidos duzentos dos setecentos lotes colocados à venda. Muita gente dizia que se mudava para lá por causa das crianças. Havia poucas, mas rígidas regras: era proibido instalar casas pré-fabricadas nos terrenos dos condomínios, o que ajudou a afastar a ideia de loteamento de fim de semana, e cada quadra não podia comportar mais de 22 casas, com recuo obrigatório de quatro metros na frente, para o jardim. A associação dos Moradores funcionava como poder público e era quem liberava o Habite-se.
Na mesma década o bairro verticaliza-se por causa da grande demanda imobiliária, onde mudaram-se  profissionais liberais e altos funcionários de empresas da região, antigos moradores da cidade de São Paulo.

### Pedido de emancipação
Na década de 1990, Alphaville, juntamente com Tamboré, tentou emancipar-se, criando um novo município com a junção dos dois bairros, mas o processo não obteve êxito e foi arquivado.

### Atualidade

Prédio comercial no centro empresarial de Alphaville

Alphaville abriga mais de doze mil residências, 42 edifícios residenciais e 16 comerciais. Totalmente urbanizado e com segurança própria, sendo independente.
Possui uma população fixa estimada em 35 mil habitantes e uma flutuante de 200 mil pessoas por dia, formada por quem ali trabalha ou visita o bairro, a passeio ou a negócios. A região conta com cinco hospitais 24 horas e muitas clínicas, seis laboratórios, 16 agências bancárias, oito hotéis e flats, cinema (nos shoppings Tamboré e Iguatemi Alphaville) e quatro supermercados. Inicialmente previa-se chegar ao Alphaville 15, mas o último a ser lançado, ainda no século XX, foi o Alphaville 12 — não há condomínio com o número 7, embora haja um com o número 0.
A grande procura imobiliária nos últimos anos anos levou incorporadoras e construtoras a buscar novos terrenos, mais distantes do primeiro centro comercial, favorecendo, desta forma, o aparecimento de novas áreas de serviços e de novos bairros, como o Tamboré, que tem empreendimentos com características semelhantes aos de Alphaville, porém com residenciais lançados a partir da década de 1980, ou como o Bethaville, um bairro planejado, com áreas comerciais, empresariais e residenciais, que se localiza próximo ao novo centro político e administrativo de Barueri e junto à saída para São Paulo pelo Rodoanel Mário Covas. O conjunto de empreendimentos erigidos em torno dos condomínios ficou conhecido como "Centro Comercial" ou "Centro Empresarial" de Alphaville.
Por sua localização entre Santana de Parnaíba e Barueri, o bairro de Alphaville torna-se também um importante polo cultural e gastronômico, que abrange a história destas duas regiões, com proximidade a diversos equipamentos de cultura, centros comerciais e restaurantes que resgatam essas histórias, com heranças indígenas, católicas e africanas. Entre esses polos, podem-se o Centro de Apoio ao Artesão, o Cine-Teatro Coronel Raimundo, a Escola Castanheiras, que tem como premissa fomentar a cultura brasileira, e o Museu Parnaibano de Musica Bendito Antonio Pedroso.

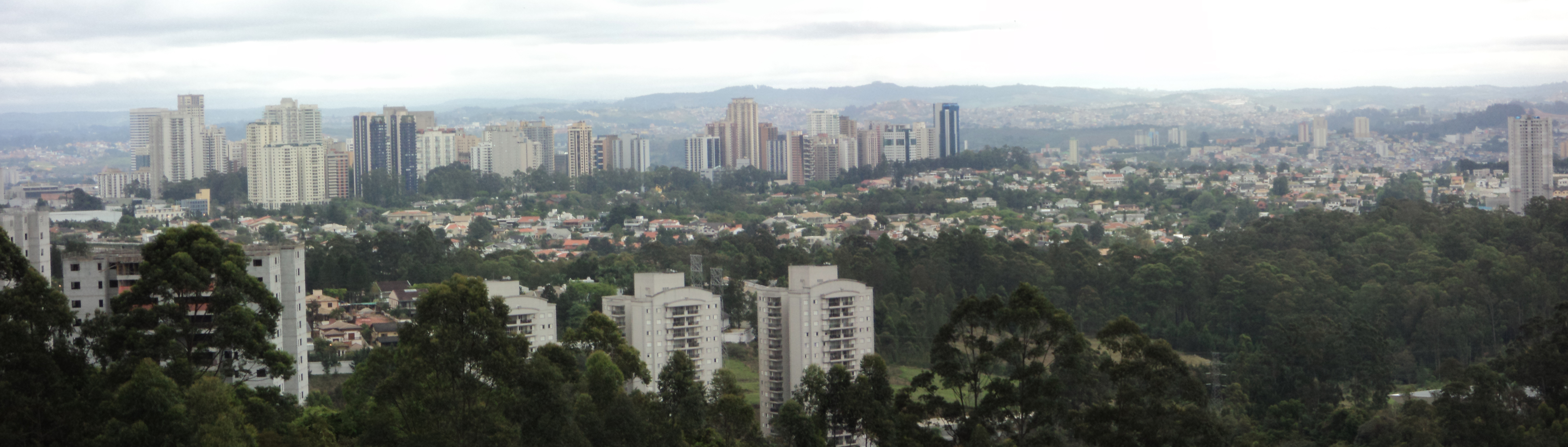
Panorâmica do bairro nobre em Barueri.